# أليكسا إنترنت
أليكسا (بالإنجليزية: Alexa Internet)‏ هو موقع إلكتروني تابع لشركة أمازون، يقع مقره الرئيسي في ولاية كاليفورنيا بالولايات المتحدة، وهو متخصص في إحصائيات وترتيب مواقع الأنترنت.

## تاريخ الموقع
قام بروستر كال وبروس جيت بتأسيس موقع أليكسا سنة 1996، وسمي بهذا الاسم تكريما لمكتبة الإسكندرية. وبداية من عام 1997 عرض الموقع شريط أدواته الخاص به.
استحوذت عليها أمازون في عام 1999 مقابل 250 مليون دولار من الأسهم. توفر أليكسا بيانات حركة مرور الويب، والتصنيفات العالمية، ومعلومات أخرى على أكثر من 30 مليون موقع.  تقدر أليكسا حركة مرور موقع الويب بناءً على عينة من ملايين مستخدمي الإنترنت الذين يستخدمون ملحقات المتصفح، وكذلك من المواقع التي اختارت تثبيت برنامج أليكسا النصي. اعتبارًا من عام 2020، يزور موقعها الإلكتروني أكثر من 420 مليون شخص كل شهر.

## التطور التاريخي

### 1996-1999
تم تأسيس موقع أليكسا في أبريل 1996 بواسطة بروستر كال وبروس جيت.  تم اختيار اسم الشركة تكريمًا لمكتبة الإسكندرية في مصر البطلميّة، مما أدى إلى المقارنة بين أكبر مستودع للمعرفة في العالم القديم وإمكانية أن يصبح الإنترنت مخزنًا مشابهًا للمعرفة.  عرضت أليكسا في البداية شريط أدوات يقدم لمستخدمي الإنترنت اقتراحات حول المكان الذي يجب أن يتوجهوا إليه، استنادًا إلى أنماط حركة المرور لمجتمع المستخدمين. كما قدمت الشركة سياقًا لكل موقع تمت زيارته: لمن تم تسجيله، وكم عدد الصفحات الموجودة به، وعدد المواقع الأخرى التي أشارت إليه، ومدى تكرار تحديثه.
تتمحور مهام أليكسا في أرشفة صفحات الويب حيث يتم «الزحف إليها» وفحصها بواسطة برنامج كمبيوتر آلي (يُطلق عليه «بوت» أو «متتبع ارتباطات الويب»). كانت قاعدة البيانات هذه بمثابة الأساس لإنشاء أرشيف الإنترنت الذي يمكن الوصول إليه من خلال الأرشفة الآلية (بالإنجليزية: Wayback Machine).  في عام 1998، تبرعت الشركة بنسخة من الأرشيف، بحجم 2 تيرابايت، إلى مكتبة الكونغرس. بعد ذلك واصلت أليكسا تزويد أرشيف الإنترنت بعمليات تتبع ارتباطات الويب. في عام 1999، عندما ابتعدت الشركة عن هدفها الأصلي لتوفير محرك بحث «ذكي»، استحوذت أمازون على أسهم شركة أليكسا.

### 2000–2009
بدأت أليكسا شراكتها مع جوجل في أوائل عام 2002، ومع دليل الويب ديموز (بالإنجليزية: DMOZ)‏ في يناير 2003.
في ديسمبر 2005، افتتحت أليكسا فهرس البحث الشامل ومرافق الزحف على الويب من خلال مجموعة شاملة من خدمات الويب والتطبيقات. حيث يمكن استخدامها، لإنشاء محركات بحث عمودية كما يمكن تشغيلها على خوادم أليكسا أو في أي مكان آخر.

في مايو 2006، تم استبدال محرك بحث جوجل بـباحث ويندوز لايف كمزود لنتائج البحث. في ديسمبر 2006، أصدرت أمازون محرك بحث الصور من أليكسا. تم إنشاؤه داخليًا، وكان أول تطبيق رئيسي تم إنشاؤه على منصة الويب الخاصة بالشركة. في مايو 2007، قامت أليكسا بتغيير واجهة برمجة التطبيقات (API) الخاصة بها لتقييد المقارنات بثلاثة مواقع ويب، وتقليل حجم الرسوم البيانية المضمنة في الفلاش، وإضافة إعلانات مضمنة إلزامية.
في أبريل 2007، رفعت الشركة دعوى قضائية ضد هورن بيكر، لوقف انتهاك العلامات التجارية من قبل شركته.  في الدعوى القضائية، زعمت أليكسا أنه كان يسرق الرسوم البيانية لحركة المرور من أجل الربح، وأن الغرض الأساسي من موقعه هو عرض الرسوم البيانية التي تم إنشاؤها بواسطة خوادم أليكسا. في 27 نوفمبر 2008، أعلنت أمازون أن محرك بحث أليكسا لم يعد يقبل عملاء جدد، وأن الخدمة سيتم إهمالها أو إيقافها بسبب العملاء الحاليين. في 26 يناير 2009 أصبحت أليكسا شركة تركز على تحليل المواقع فقط.

في 31 مارس 2009، كشفت أليكسا عن إعادة تصميم موقع ويب رئيسي. قدم الموقع المعاد تصميمه مقاييس جديدة لحركة مرور الويب - بما في ذلك متوسط مشاهدات الصفحة لكل مستخدم فردي، ومعدل الارتداد (معدل المستخدمين الذين يأتون إلى صفحة ويب ثم يغادرونها)، ووقت المستخدم على موقع الويب.  في الأسابيع التالية، أضافت Alexa المزيد من الميزات، بما في ذلك الخصائص الديمغرافية للزائرين، ودفق النقر، وإحصائيات حركة مرور بحث الويب.

### 2010–2020
خلال هذه الفترة، تطورت أليكسا وقامت بتطوير خوارزميتها. مما يتيح الإسقاط الإحصائي واستخدام تقنيتهم المرتبطة بشبكة كبيرة من مواقع الويب المعتمدة لهم ومواكبة مقاييس حركة مرور مواقع الويب في جميع أنحاء العالم. لهذا السبب، تستخدمه العديد من المواقع الكبيرة كمرجع رئيسي للشهرة على الإنترنت.

### إغلاق الموقع
في 1 مايو 2022 أعلنت شركة أمازون إغلاقها الموقع بعد 25 سنة من إنشائه، دون توضيح أسباب الإغلاق.

## ترتيب حركة مرور أليكسا
المقياس الرئيسي المنشور من تحليلات أليكسا هو تصنيف ترتيب حركة المرور للمواقع والمعروف أيضًا باسم أليكسا رانك (بالإنجليزية: Alexa Rank). وهو مصمم ليكون بمثابة تقدير لشعبية موقع الويب. اعتبارًا من مايو 2018، صرحت أليكسا بأن الترتيب يتم حسابه من خلال مجموعة من الزوار يوميًا ومرات مشاهدة الصفحة على موقع الويب على مدار فترة ثلاثة أشهر.
يمكن استخدام تصنيف حركة المرور في أليكسا لمراقبة اتجاه شعبية موقع الويب ومقارنة شعبية مواقع الويب المختلفة.

قديماً كان يتم تحديد تصنيف حركة المرور من البيانات التي تم جمعها من المستخدمين الذين لديهم شريط أدوات أليكسا والمثبت على متصفحهم. اعتبارًا من عام 2020، لا تستخدم أليكسا شريط الأدوات؛ وبدلاً من ذلك، أصبح يستخدم بيانات من المستخدمين الذين قاموا بتثبيت أي عدد من ملحقات المستعرض ومن مواقع الويب التي تم تثبيت برنامج أليكسا النصي عليها على صفحات الويب الخاصة بهم.

## شريط أدوات أليكسا
هو برنامج من إنتاج شركة أليكسا، من مميزاته:
- تعطيل الإعلانات المنبثقات (Popup).
- تقديم الترتيب العالمي التقريبي «حسب تصنيف أليكسا» لأي موقع تزوره.
- تقديم مجموعة من المواقع المشابهة لأي موقع تزوره.
- يحتوي على باحث (محرك بحث).
- إمكانية إرسال أي موقع أو صفحة زرتها إلى صديقك.
- مشاهدة شكل الموقع القديم.
- يتيح لك موقع أليكسا ان تصنع شريط أدوات باسم موقعك فيه نفس مميزات الشريط الأصلي.

## وصلات خارجية
- الموقع الرسمي